# Suka Jaya (Nasal)
Suka Jaya is een bestuurslaag in het regentschap Kaur van de provincie Bengkulu, Indonesië. Suka Jaya telt 437 inwoners (volkstelling 2010).